# Großer Wasserfloh
Der Große Wasserfloh (Daphnia magna) ist eine Art aus der Gattung der Daphnien (Daphnia), die zum tierischen Plankton bzw. Zooplankton zählt.

## Merkmale
Die Weibchen werden bis zu 6 Millimeter groß, die Männchen ungefähr 2 Millimeter. Dörnchenreihen markieren die Rückenleiste auf der Schale. Die Kopfkiele auf der Seite werden über die halbe Rumpfschalenlänge in Form von bestachelten Leisten weitergeführt. Der Schwanzstachel ist unterschiedlich lang. Die Schalen weisen eine deutliche Felderung auf. Direkt vor dem After hat der dorsale Rand des Hinterleibs eine auffällige Einbuchtung. Unter dem kurzen Rostrum ragen die ersten Antennen weit hervor. Die zweiten Antennen besitzen Fieder-Ruderborsten. Der Darm besitzt 2 „Leberhörnchen“. Der Große Wasserfloh ist eine wärmeliebende Tümpelform, die in Gewässern mit hohem Nährstoffgehalt massenhaft vorkommt

## Erforschung
Daphnia magna wird üblicherweise für Daphnientests verwendet. So legte eine Ende 2019 erschienene Publikation die Schädlichkeit von Mikroplastik für Organismen nahe.
Die schädigende Wirkung von Nanoplastik wurde bereits 2014 nachgewiesen. Wasserflöhe die kleinsten Kunststoffpartikeln von weniger als 1.000 nm ausgesetzt waren, weisen sowohl eine geringere Körpergröße auf, als auch kleinere Nachkommen, die bis zu 68 Prozent häufiger von Fehlbildungen betroffen waren. Je höher die Konzentration der Kunststoffteilchen im Wasser war, desto häufiger traten Fehlbildungen auf.
Eine 2021 veröffentlichte Studie ergab, dass der Salzgehalt der Umgebung bei Großen Wasserflöhen sowohl deren phänotypische Plastizität als auch Verhaltensplastizität beeinflusst.

## Belege
- Heinz Streble, Dieter Krauter: Das Leben im Wassertropfen : Mikroflora und Mikrofauna des Süßwassers. Ein Bestimmungsbuch. Franckh-Kosmos Verlag, Stuttgart 2008, ISBN 978-3-440-11966-2.